# Wenceslao González Oliveros
Wenceslao González Oliveros (Toro, 28 de septiembre de 1890-Madrid, 30 de marzo de 1965) fue un político, catedrático universitario y filósofo español. Desempeñó puestos relevantes durante la dictadura de Primo de Rivera y, posteriormente, durante la dictadura franquista. Entre 1940 y 1944 presidió el Tribunal Nacional de Responsabilidades Políticas, creado en febrero de 1939 para perseguir a los que «se opusieron al Movimiento Nacional» y a los «que contribuyeron a crear o agravar la subversión» desde el 1 de octubre de 1934. Catedrático y docente universitario, también colaboró con varias publicaciones.

## Biografía
Nacido en la localidad zamorana de Toro en 1890, en el seno de una familia acomodada. Realizó estudios de derecho en Madrid y Valladolid, doctorándose en esta última universidad en 1915. Tras obtener una plaza como profesor auxiliar en la Universidad de Valladolid, en 1926 ocupó la cátedra de filosofía en la Universidad de La Laguna. Durante los siguientes años ejerció la docencia en las universidades de Santiago, Granada y Salamanca.
Ferviente seguidor del humanista valenciano Luis Vives, fue un gran exaltador de su obra.
Durante la dictadura de Primo de Rivera tuvo un papel relevante. Miembro de la Asamblea Nacional Consultiva, en esta época también ocupó los cargos de director general de Enseñanza Media y Superior, gobernador civil de la provincia de Jaén, o gobernador del Banco Exterior de España —cargo para el que fue nombrado por José Calvo Sotelo—.
Tras la caída de la dictadura de Primo de Rivera, en 1930 formó parte de la junta directiva de Unión Monárquica Nacional, y posteriormente se integraría en su partido sucesor, Renovación Española. Intelectual de tendencia católica, durante los años de la Segunda República fue corresponsal de El Debate en París. También destacó por sus colaboraciones en la revista Acción Española, donde en 1934 publicó un artículo de claras inclinaciones nazis y racistas; en «Algunas notas sobre el momento científico de la doctrina racista» (1934) valoraba encomiásticamente el racismo proveniente de Alemania; en el artículo apelaba únicamente a algunas características propiamente alemanas de la doctrina a la hora de marcar un mínimo límite a la aplicación de esta a lo hispánico.

### Dictadura franquista
Con el estallido de la guerra civil se unió a las fuerzas sublevadas, integrándose en FET y de las JONS. Hombre de confianza del Cuartel general de Franco, desempeñó puestos relevantes en el aparato de propaganda franquista. Durante la guerra compaginó estos puestos con su labor universitaria. También formó parte de la llamada «Comisión de los 21 hombres justos» (Comisión Bellón), creada en diciembre de 1936 y encargada de demostrar la ilegitimidad del régimen republicano.
Nombrado gobernador civil de Barcelona en julio de 1939, destacó por su acerbado anticatalanismo. Se calcula que durante su mandato tuvieron lugar el 85% de las ejecuciones sumarias efectuadas en la provincia de Barcelona durante la posguerra. Pronazi, preparó la ciudad de Barcelona para la visita que Heinrich Himmler realizó en octubre de 1940. Wenceslao González cesó como gobernador en diciembre de 1940, siendo sustituido por Antonio Correa Veglison.
En diciembre de 1940 fue nombrado presidente del Tribunal Nacional de Responsabilidades Políticas, sucediendo a Enrique Suñer. Posteriormente simultanearía este cargo con la vicepresidencia del Tribunal de Represión de la Masonería y del Comunismo. Amigo personal del ministro de Educación Nacional José Ibáñez Martín, se convirtió en 1948 en el primer presidente del Consejo Nacional de Educación, cargo que desempeñaría hasta 1962. También fue procurador en las Cortes franquistas.
Falleció en 1965.

## Obras
- —— (1937). Falange y Requeté, orgánicamente solidarios.[a] Valladolid: Imprenta Católica de Francisco G. Vicente.

## Reconocimientos
- Gran Cruz de la Orden de Alfonso el Sabio (1942)[27]
- Gran Cruz de la Orden del Mérito Civil (1944)[28]
- Cruz Meritísima de la Orden de San Raimundo de Peñafort (1944)[29]